# マシュー・ラビン
マシュー・ジョエル・ラビン （Matthew Joel Rabin、1963年12月27日- ）は、ハーバード大学経済学部およびハーバード・ビジネス・スクール（同経営大学院）の行動経済学教授。
ラビンの研究は、主に心理学的な現実世界の思い込みを経験的に適切な公式の経済理論に組み込ことに焦点を当てている。彼の関心が高いテーマには、統計的推論や信念の展開における誤謬、提示された参照点に乗ってしまう選択判断の影響（いわゆる参照点依存性）、人々が市場や学習環境で推論する際に犯す誤謬、などが挙げられる。

## 背景
ラビンは、ハーバード大学に移籍する前の25年間、カリフォルニア大学バークレー校経済学部教授を務めた。 1984年にウィスコンシン大学マディソン校で経済学と数学の学士号を、1989年にマサチューセッツ工科大学(MIT)
で経済学の博士号を取得した。MITに入る前は、ロンドン・スクール・オブ・エコノミクス(LSE)の研究生だった。彼はラッセル・セージ財団 (Russell Sage Foundation) 行動経済学円卓会議の委員であり、ラッセル・セージ・サマー行動経済学研究所の共同主催者である。ラビンはこのほか、MIT、LSE、ハーバード大学、ノースウェスタン大学、カリフォルニア工科大学の客員教授や、スタンフォード大学行動科学高等研究センター、ラッセル・セージ財団の客員研究員でもある。
彼の研究は、経済分野の中でも金融行動と行動経済学を志向している。ラビンは経済学での個々の自制心問題、参照点依存性、公平性動機（いわゆる公平理論）、確率的推論をする際の誤謬などを研究している。彼は社会的参照点(Social preferences)における公平性を説明する「ラビンの公平性 (Rabin fairness) 」モデルを開発した。2001年に彼はジョン・ベイツ・クラーク賞を受賞したほか、天才賞ことマッカーサー・フェロー奨学金を授与された。2006年には、ジョン・フォン・ノイマン賞を受賞した。2009年トムソン・ロイター引用栄誉賞受賞。